# Burg (Ardmeanach)

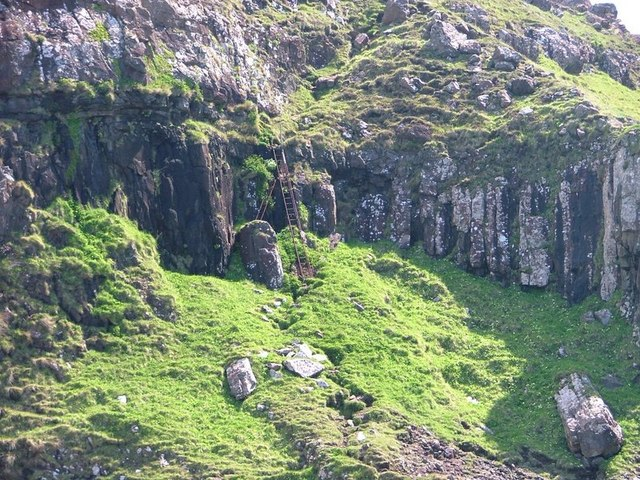
Leiter zum Strand von Burg

Burg ist ein Gebiet von etwa 600 ha Fläche auf der Halbinsel Ardmeanach auf der schottischen Insel Mull. Dieses Gebiet ist ein Naturschutzgebiet, das vom National Trust for Scotland betreut wird.  Es ist Teil einer National Scenic Area und Teil einer Special Area of Conservation (Natura 2000). 2024 betrug die Besucherzahl etwa 1.700 Personen.

## Beschreibung
Burg liegt auf der Halbinsel Ardmeanach im Südwesten der Insel Mull, einer der inneren Hebriden. Es ist ein Küstengebiet mit schroffen Kliffen und einigen Strandabschnitten. In der Nähe von Burg liegt der Ben More, der höchste Berg der Insel. Am Strand vom Burg kann man versteinerte Bäume, die sog. MacCulloch’s Fossil Trees besichtigen, deren Alter auf etwa 50 Millionen Jahre geschätzt wird. Der Strand kann nur über eine Eisenleiter erreicht werden. Burg ist eine Station des Fossil Tree Walk, einem Wanderweg der entlang der Südküste der Halbinsel verläuft.
Neben diesen geologischen Schätzen bietet Burg auch Besonderheiten in Flora und Fauna. Neben einer alpinen Flora findet man hier die Slender Scotch burnet moth (Beilfleck-Rotwidderchen), die sonst nur in mediterranen Gebieten vorkommt.